# Nagylóki löszvölgyek
Nagylóki löszvölgyek este o arie protejată (arie specială de conservare — SAC, sit de importanță comunitară — SCI) din Ungaria întinsă pe o suprafață de 288,8 ha, integral pe uscat.

## Localizare
Centrul sitului Nagylóki löszvölgyek este situat la coordonatele 46°56′05″N 18°39′25″E / 46.934722°N 18.656944°E.

## Înființare
Situl Nagylóki löszvölgyek a fost declarat sit de importanță comunitară în mai 2004 pentru a proteja 1 specie de animale. Situl a fost protejat și ca arie specială de conservare în februarie 2010.

## Biodiversitate
Situată în ecoregiunea panonică, aria protejată conține 3 habitate naturale: Pajiști stepice panonice pe loess, Pajiști uscate seminaturale și facies de acoperire cu tufișuri pe substraturi calcaroase (Festuco-Brometalia) (* situri importante pentru orhidee), Pajiști aluvionare inundabile, de Cnidion dubii.
La baza desemnării sitului se află o specie protejată de  amfibieni: buhai de baltă cu burta roșie (Bombina bombina).
Pe lângă speciile protejate, pe teritoriul sitului au mai fost identificate 18 specii de plante, 2 specii de nevertebrate, 1 specie de reptile.